# Altran
Altran Technologies, SA és una empresa de consultoria europea fundada a França el 1982. En 1987 va començar a cotitzar en la borsa de París. Altran, autodenominada com a líder europeu en alta tecnologia i innovació opera principalment com a consultoria de tecnologia capdavantera i innovació, la qual cosa suposes gairebé la meitat del seu volum de negoci. Un terç dels seus negocis es corresponen a consultoria d'administració de la informació, i la resta del negoci s'ocupa de consultoria de gestió i estratègia. En 2008, el volum de negoci del grup va ascendir a 1.650,1 milions d'euros, amb més de 18.500 empleats en 20 països, 2100 a Espanya.

## Organització
El grup Altran s'ha organitzat en prop de 200 filials, totes elles autònomes en la gestió i en l'estratègia comercial.
El 29 de desembre de 2006 totes les filials amb seu en Illa de França es van fusionar sota el nom de Altran Technologies SA, consultora tecnològica, la qual es va organitzar en quatre línies de negoci (també com a marques comercials):
- Altran TEM : Telecomunicacions, Electrònica i Multimèdia.
- Altran AIT : Automòbils, Infraestructures i Transports.
- Altran EILiS : Energia, Indústria i Ciències de la Vida.
- Altran ASD : Aeronàutica, Espai i Defensa.

## Altran i el medi ambient
Altran està adquirint un paper cada vegada més destacat en qüestions mediambientals. Responsable de la creació de l'Edifici 39 St. Mary Axe a Londres, Altran ha començat a desenvolupar-se en l'àmbit de l'ecodisseny. En la Conferència d'Ecoedificios en 2006, Altran va presentar diversos conceptes ecològics que van ser votats pel públic per al seu desenvolupament i exhibició en la Conferència d'Innovació d'Altran (4 de febrer de 2007). Aquests dissenys incloïen finestres que purificaven l'aire, tant dins com fos de l'edifici, llums amb sensors de moviment que s'apaguen soles quan l'habitació queda sense ningú, un sistema de tractament de residus comunal i una plaça adornada amb flors i flora diversa. Aquests edificis estarien alimentats amb energia solar i aprofitarien també els gasos produïts en la unitat de tractament de residus, evitant la fuita del metà a l'atmosfera.
El concepte de la plaça va guanyar, i va ser presentat en l'esmentada Conferència d'Innovació Altran. Aquesta conferència va ser un pas avanci més en l'interès d'Altran per desenvolupar tecnologies ecològiques, prenent-se contacte amb experts de la indústria i funcionaris de les institucions europees i els governs. Altran va proposar solucions a alguns dels problemes als quals s'enfronta el món actual, tals com la seguretat del subministrament i proveïment de fonts d'energia. També va presentar algunes de les seves innovacions en el camp de l'energia i el transport, incluyento la presentació del projecte europeu Solar Impulse, en el qual col·labora per a la creació d'un avió solar, o els seus avanços en el disseny de cel·les d'hidrogen per a automòbils. Altres idees en les quals està involucrada són la centralització de les xarxes ferroviàries d'Europa; satèl·lits; el desenvolupament d'una nova tecnologia que faciliti el transport d'automòbils per Europa; una eina capaç de regular de forma autònoma la insulina per als diabètics; o un radar manual capaç de detectar la presència de persones a l'altre costat de parets relativament gruixudes, amb el qual es facilitarien les operacions de personal de seguretat minimitzant riscos.